# Den heliga Teresas extas
Den heliga Teresas extas är en skulptur utförd av barockkonstnären Giovanni Lorenzo Bernini 1647–1652. Skulpturen, som är en av Berninis mest kända, återger en scen från helgonet Teresa av Ávilas mystika skrifter där en ängel genomborrar hennes hjärta med den gudomliga kärlekens pil för att sedan dra ut den igen. Med skulpturen ville Bernini, som även verkade som teaterdekoratör, genom en kombination av olika konstarter – skulptur, måleri och arkitektur – skapa en rumsillusion som på många vis är karaktäristisk för barocken och även utgör ett återkommande tema i hans konst. Skulpturen är utförd i marmor, medan dess sättning är utförd i polykrom marmor, guld, brons och glas, även freskmåleri och stuck har använts. 
Teresa och ängeln utgör det centrala motivet i Cornaro-kapellet i kyrkan Santa Maria della Vittoria på Quirinalen. Medlemmar ur familjen, bland andra kardinal Federico Cornaro, som beställde och bekostade konstverket, och doge Giovanni I Cornaro, är avporträtterade i de marmorbyster i naturlig storlek som placerats i teaterlogerna eller knäfallsbänkar som flankerar den religiösa scenen. En portik med degagerade kolonner och konvext entablement avskiljer nischens narrativa rum från kyrkorummet. Teresa är barfota och iklädd en fotsid dräkt med huva. Hennes ögon är slutna och hennes mun öppen. Hon lutar sig eller rent av faller bakåt. Framför henne står en ung, manlig gestalt iklädd en dräkt som lämnar delar av överkroppen bar. Han är bevingad, ler och håller en pil i sin högra hand. Båda figurerna befinner sig på ett moln som svävar framför upplysta, radierande guldstrålar.
Teresas kroppsställning och ansiktsuttryck, tillsammans med den draperade klädnadens upplösta former och kärlekspilens riktning mot hennes överkropp. Intensiteten i verket återspeglar styrkan i hennes visioner och hennes vilja som nunna att förena sig med Gud. 
Teresa av Ávila (1515–1582) var en spansk mystiker som levde då konflikterna som omgav motreformationen drabbade Europa. Hon grundade flera kloster för "barfota" munkar och nunnor som följde strängare och mera asketiska regler än den övriga karmelitorden. Hon författade också flera böcker där hon beskrev sina mystika visioner och hur bönen kunde leda till en förening med Gud. I sin vision beskriver Teresa hur den vackra ängeln flera gånger sticker den brinnande pilen i hennes kropp, hur hennes inälvor drogs ut med pilen, och att hon sattes i brand. Den enorma smärtan band henne till Gud i ett andligt äktenskap. 
Liknande visioner förekommer hos gnostiker och mystiker som Origenes och Plotinos genom hela kristendomens historia. I dessa visioner frälser den manliga anden människan genom att skänka en uppenbarelse till den kvinnliga själen och befriar henne därmed från det jordiska lidandet. Dessa visioner går i sin tur tillbaka till den mytologiska berättelsen om Amor och Psyche där den manliga kärleksgudens förälskelse gör att Psyche blir odödlig. I både den antika berättelsen och i Berninis konstverk är det genom kärlekens smärta som människan kan förena sig med det gudomliga.
Scenen påminner också om den berättelse i grekisk mytologi där Danaë, dotter till kung Akrisios, instängd i ett kopparfängelse befruktas av guden Zeus i form av ett guldregn (varigenom Danaë blev mor till Perseus).
I ett bredare perspektiv kan skulpturgruppen ses som propaganda för den "emotionella" motreformationen – en manifestation mot den mer "intellektualiserande" reformationen. 

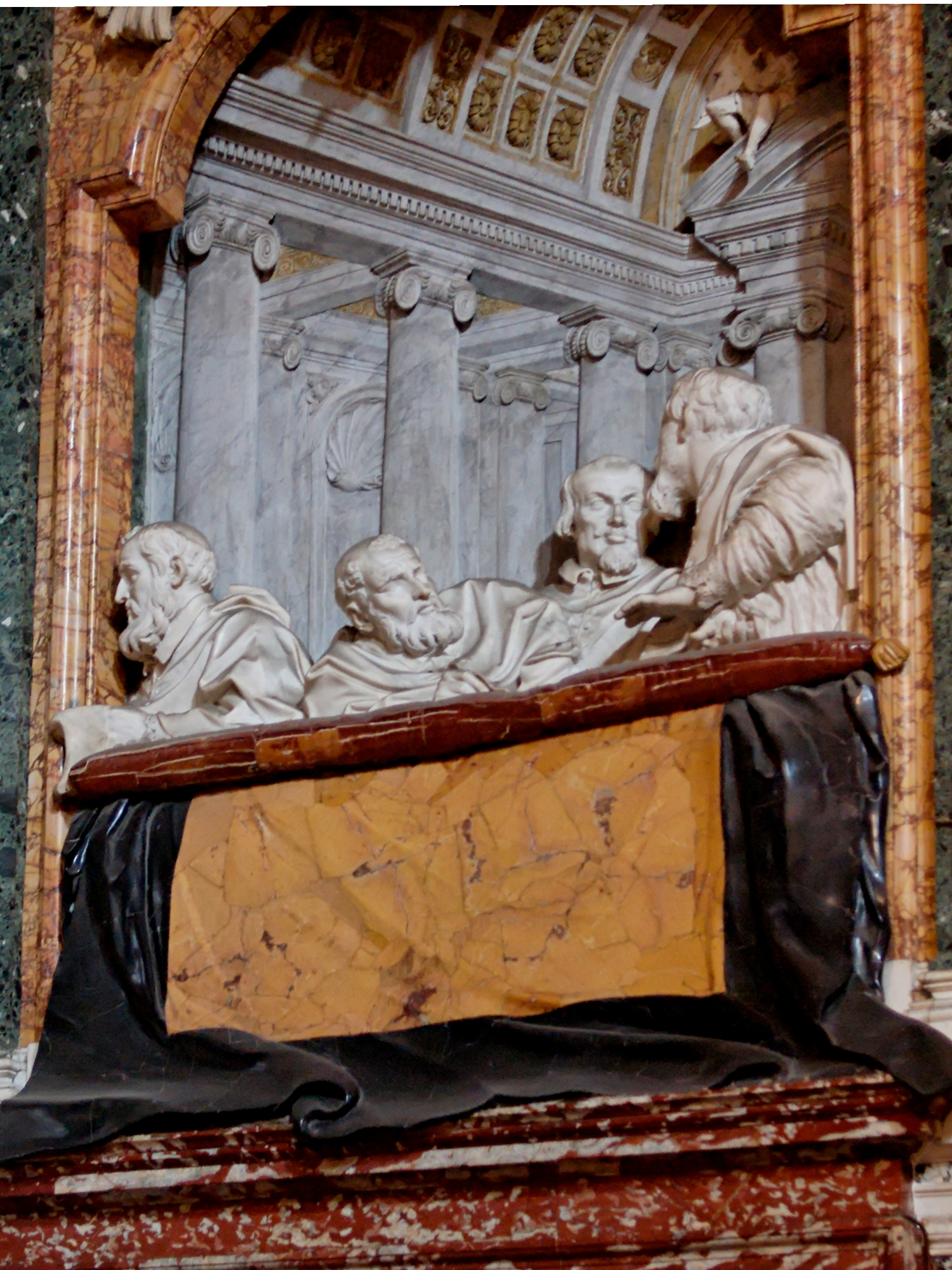
En av logerna som flankerar skulpturgruppen. Kardinal Federico Cornaros byst är den andra från höger.